# 杜政軍
杜政军，男，中共政治、軍事人物，武警少將。

## 生平
曾服役于中國海軍、中國武警部隊，长期在北海舰队工作，之後調任中國海警局。
曾任海军驱逐舰舰長，山東省大人代表、北海艦隊某驅逐艦支隊支隊長。杜政军在7年里两次参加亚丁湾护航（第二十二批护航编队副指挥员），平均每年出海时间长达150天，曾在中國人民解放軍國防大學學習。  
後任中國海警局海警總隊北海海區指揮部司令員。

## 軍銜晉升
2019年12月9日，杜政軍晉升武警少將。